# Guna Yala
| Guna Yala                         | Guna Yala                                   |
| --------------------------------- | ------------------------------------------- |
| Drapelul teritoriului Guna Yala   |                                             |
| Informații generale               |                                             |
| Nume nativ                        | Comarca Guna Yala                           |
| Țară                              | Panama                                      |
| Fondare                           | 1938                                        |
| Orașe                             |                                             |
| - Capitală                        | El Porvenir                                 |
| - Coordonate                      | 9°33′25″N 78°56′50″V / 9.55694°N 78.94722°V |
| Suprafață                         |                                             |
| - Suprafață totală                | 2.340,73 km2                                |
| Cel mai înalt punct               | Cerro Belt (1.047 m)                        |
| Subdiviziuni                      |                                             |
| - Districte                       | 1                                           |
| - Corregimiente                   | 4                                           |
| Populație                         |                                             |
| - Totală                          | 33.109                                      |
| - Densitate                       | 14,1 loc./km2                               |
| - Etnonim                         | Guna                                        |
| Fus orar                          | UTC−5                                       |
| ISO 3166-2                        | PA-KY                                       |
| Amplasarea de Guna Yala în Panama |                                             |

Guna Yala este un teritoriu al Republicii Panama și se află în nord-estul a țării. Teritoriu are o suprafață de 2.340,73 km2 și o populație de peste 33.000 de locuitori. În teritoriul trăiește poporul indigen Guna.
Teritoriul a fost denumit Comarca de San Blas între 1938 și 1998. Pe 23 decembrie 1998 numele a fost schimbat în Comarca Kuna Yala și pe 22 noiembrie 2010 numele a fost schimbat înc-odată în Comarca Guna Yala, pentru că sunetul k nu există în limba Guna.

## Geografie
Teritoriul Guna Yala se învecinează la vest cu provincia Colón, la nord și la est cu Marea Caraibilor, la sud-est cu Columbia, la sud cu teritoriile Emberá-Wounaan și Wargandi și provincia Darién și la sud-vest cu provincia Panamá și teritoriul Madungandi. Capitala este El Porvenir. Așezarea se află pe o insulă din arhipelagul San Blas și a fost fondată în 1915.

## Districte
Teritoriul Guna Yala consistă dintr-un district (distrito) cu 4 corregimiente (corregimientos; subdiviziune teritorială, condusă de un corregidor).
| District               | Suprafață [km2] | Corregimient                                | Cabecera (Reședință) |
| ---------------------- | --------------- | ------------------------------------------- | -------------------- |
| Districtul El Porvenir | 2.340,73        | Narganá, Ailigandí, Puerto Obaldía, Tubualá | El Porvenir          |

## Galerie de imagini

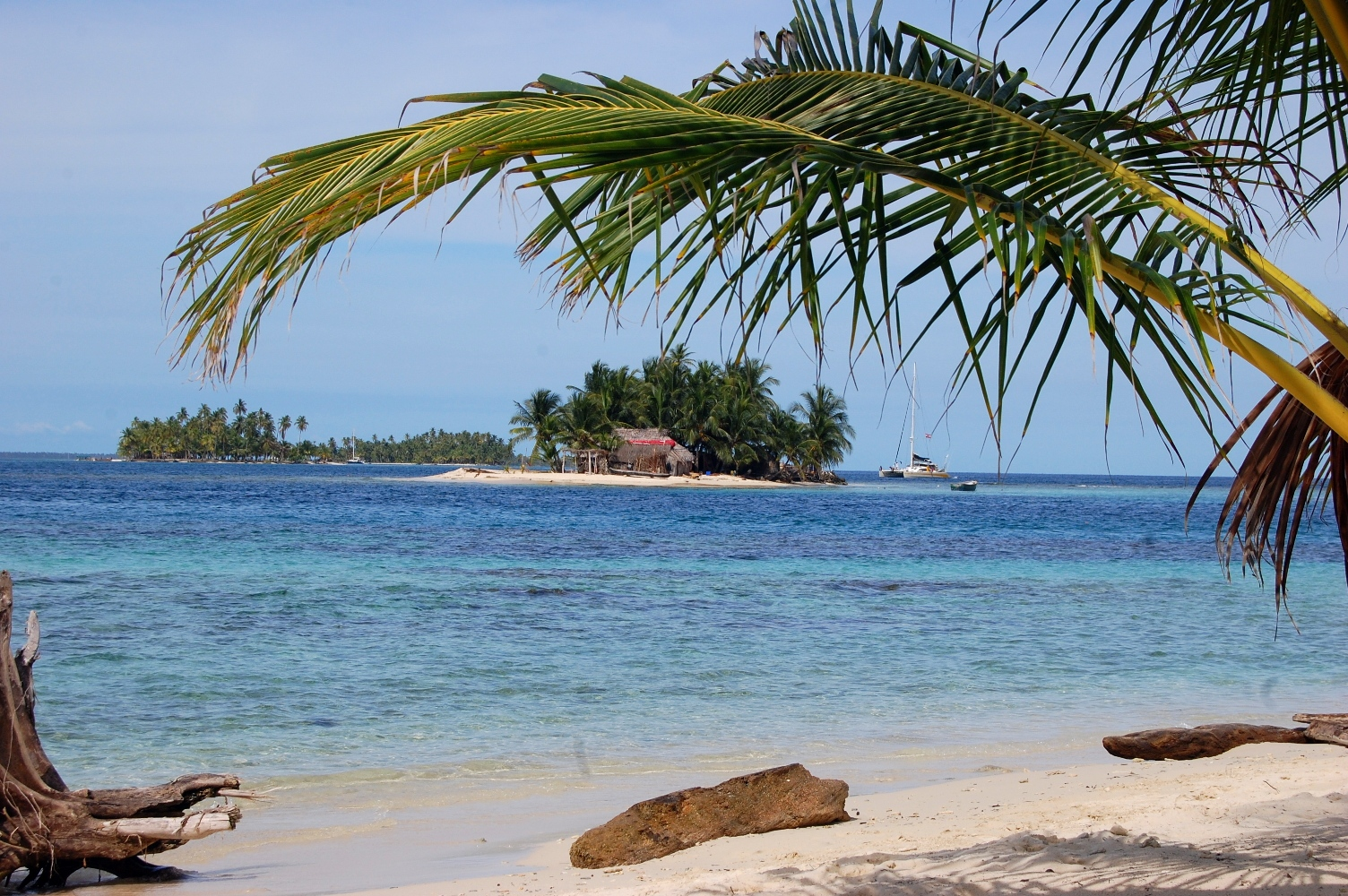
Insule din arhipelagul San Blas
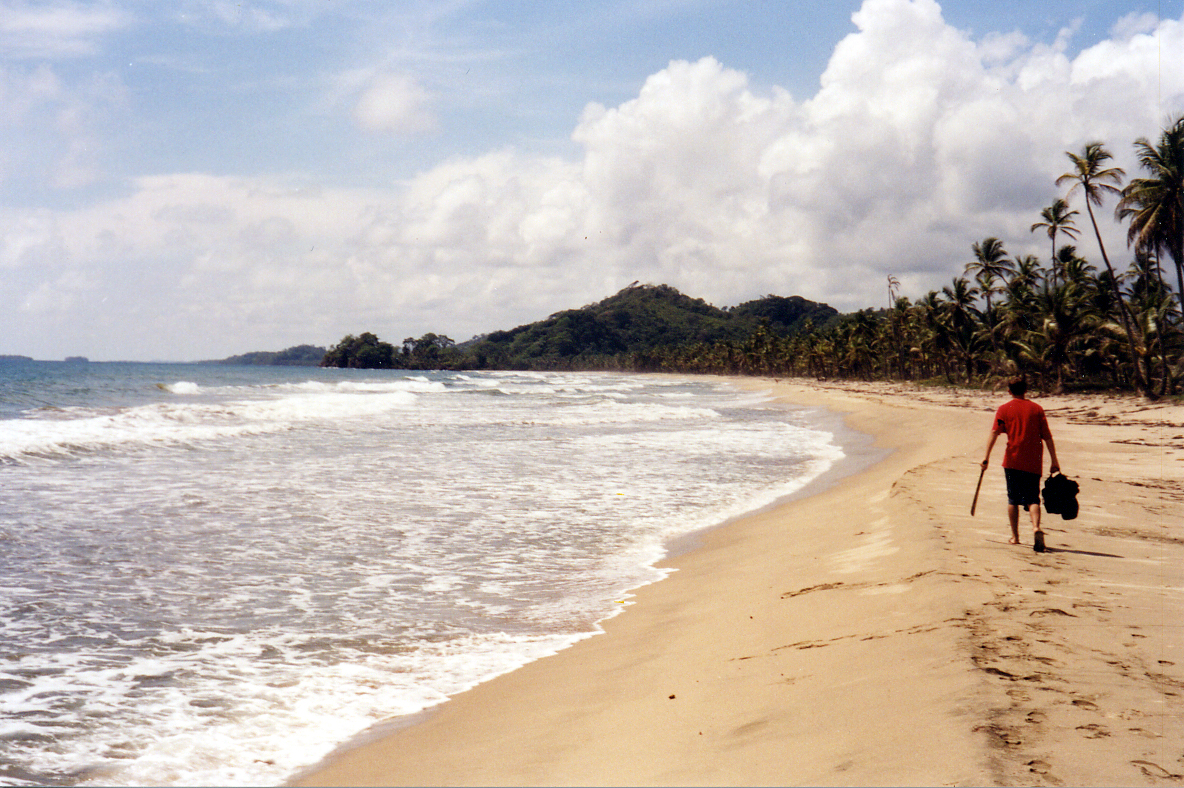
Plajă în Guna Yala
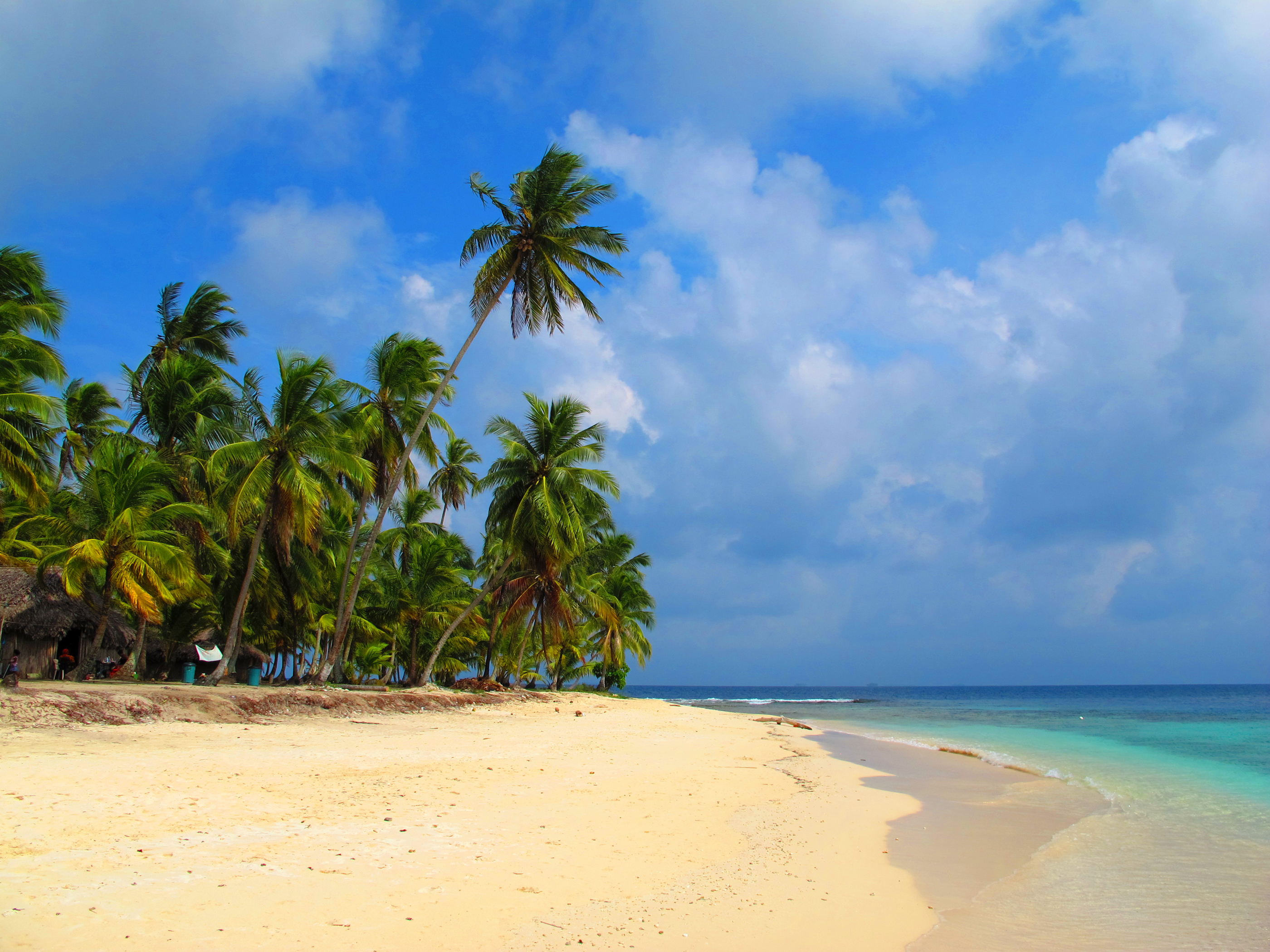
Plajă în Guna Yala
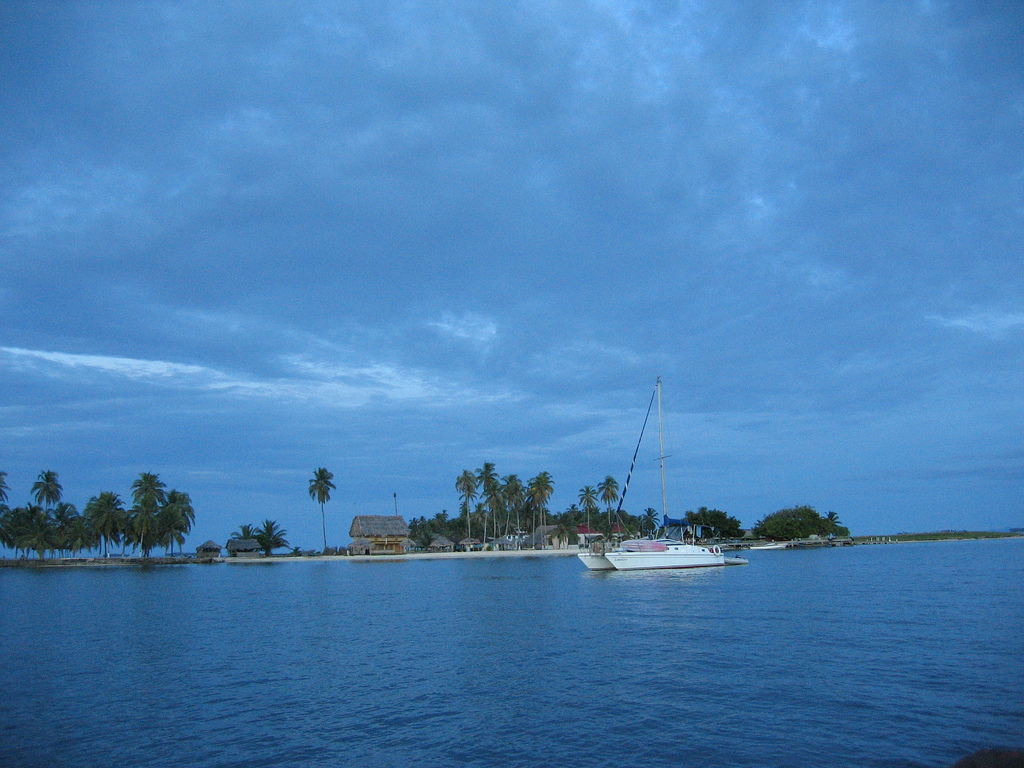
El Porvenir
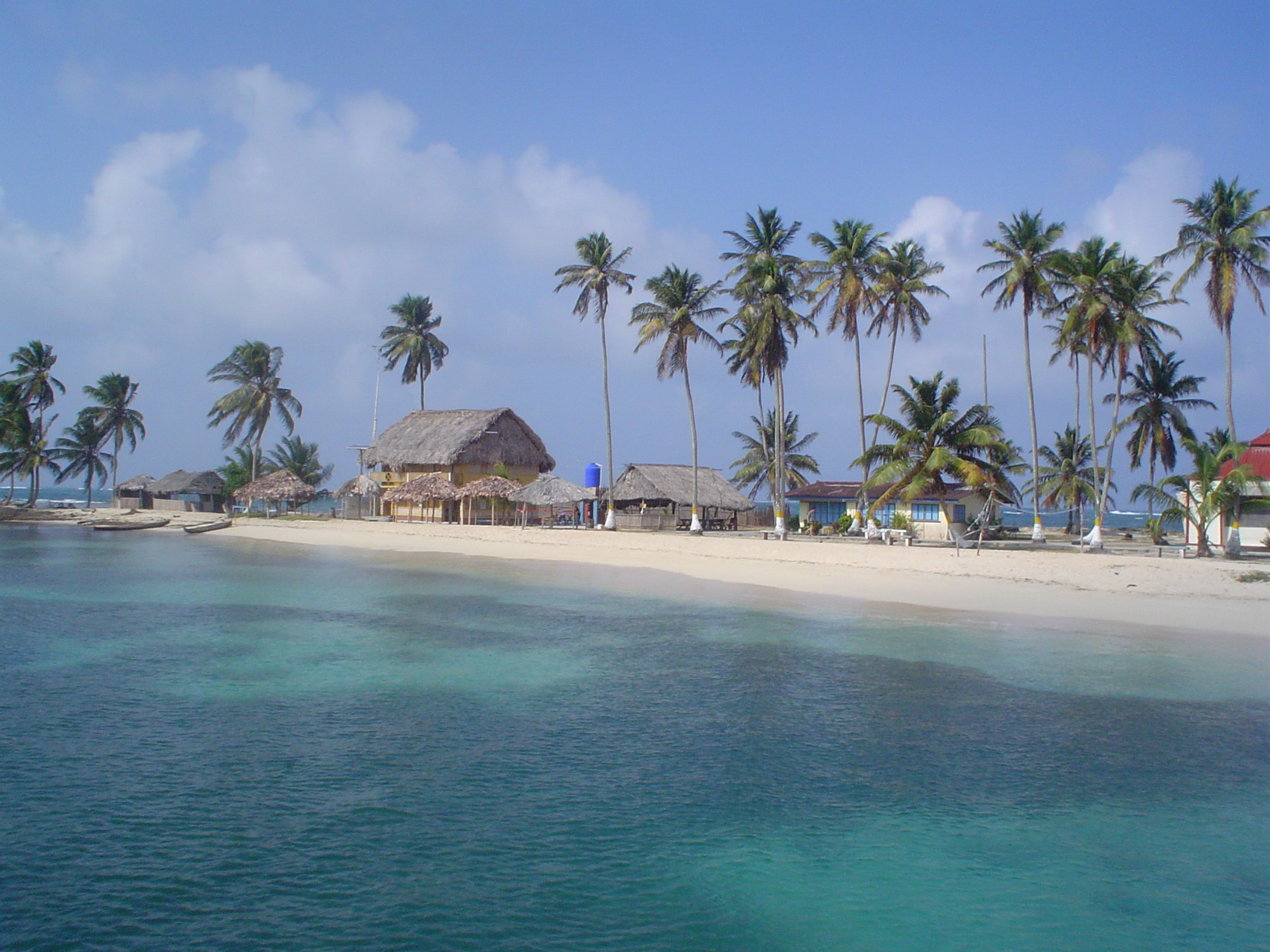
Insula El Porvenir
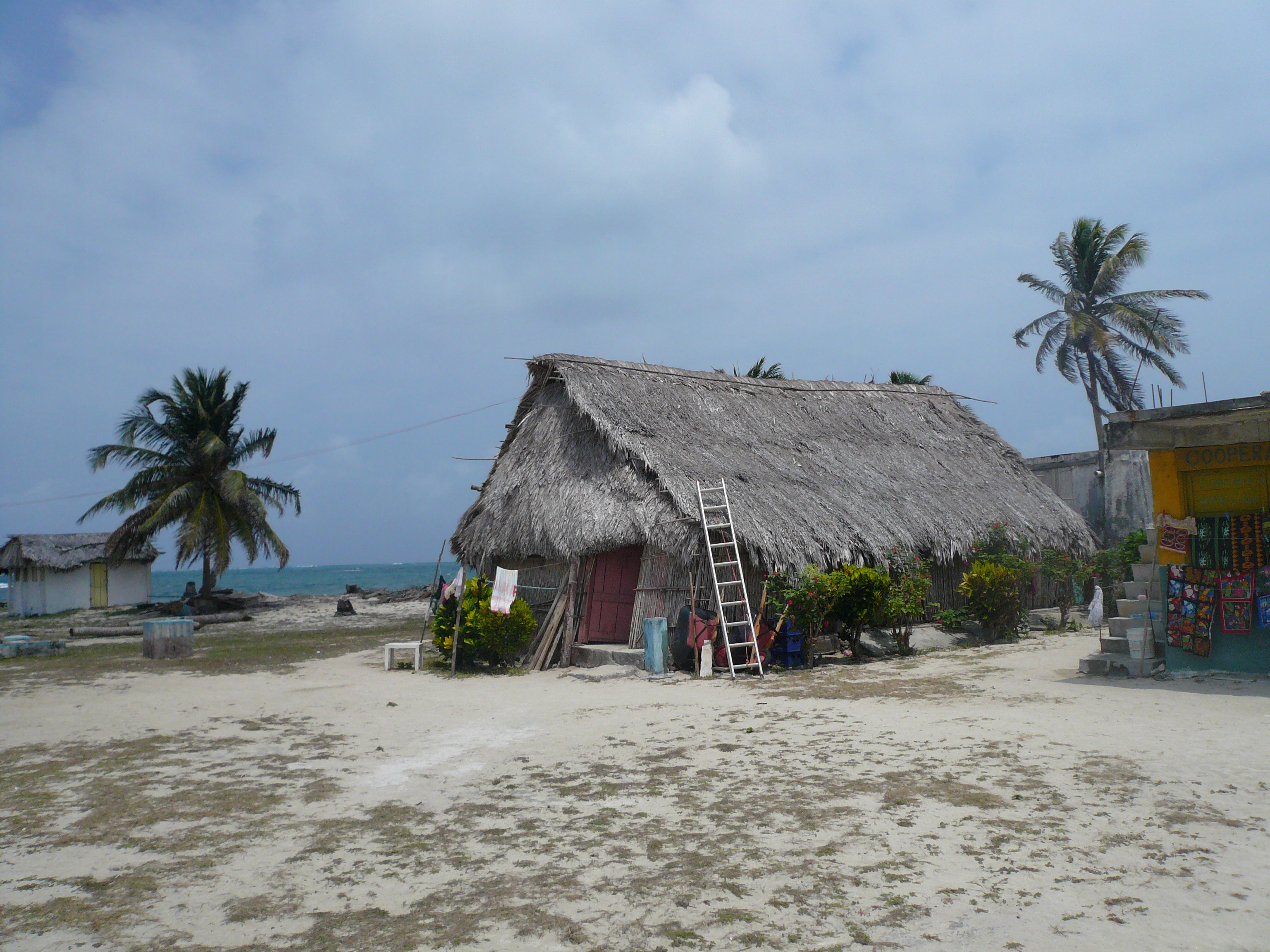
Casă în El Porvenir